# Museum voor moderne en hedendaagse kunst (Luik)

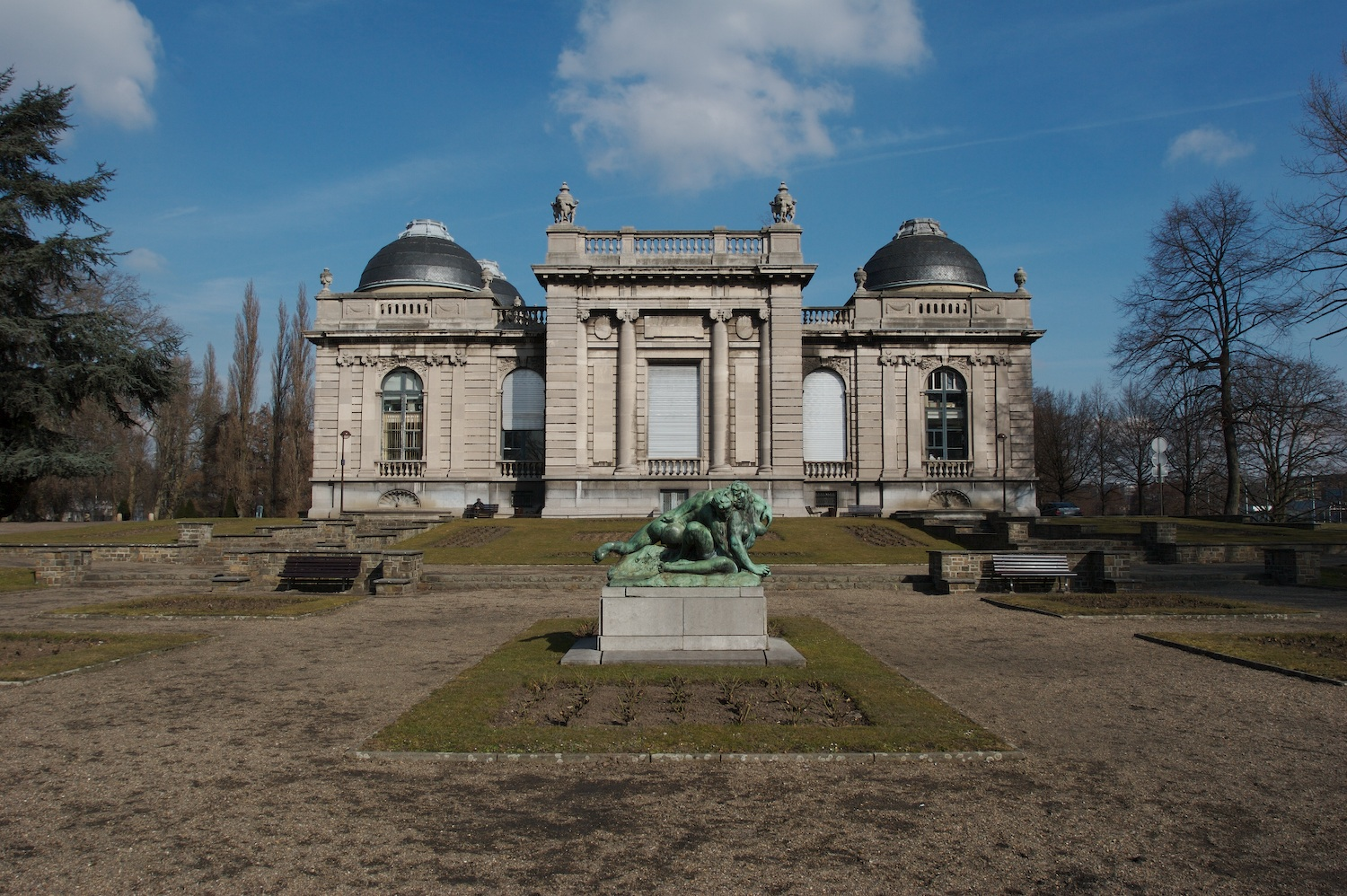
Museum voor moderne en hedendaagse kunst

Het Museum voor moderne en hedendaagse kunst (Frans: Musée d'art moderne et d'art contemporain, MAMAC) was van 1980 tot 2013 een museum van moderne en hedendaagse kunst in de Belgische stad Luik.
Het museum was gevestigd in het Paleis voor Schone Kunsten van Luik, in het Parc de la Boverie langs de Maas, dat werd opgericht ter gelegenheid van de Wereldtentoonstelling van 1905. Het door de architecten Hasse en Soubre ontworpen gebouw werd in 1993 gerestaureerd.
In 2011 werd besloten dat het museum zich nog uitsluitend zou gaan richten op de hedendaagse kunst. Om die reden werd de collectie klassiek moderne schilder- en beeldhouwkunst, alsmede de collectie van het prentenkabinet overgeheveld naar het toen nieuw-opgerichte Museum voor Schone Kunsten. 
Eind 2013 sloot het MAMAC zijn poorten voor een grootscheepse verbouwing en herinrichting van Paleis voor Schone Kunsten van Luik om er de kunstcollecties van verschillende musea in Luik in samen te brengen.
In 2016 opende in het paleis het nieuwe museum La Boverie.